# Tonino Picula
Tonino Picula (Mali Lošinj, 31. kolovoza 1961.) hrvatski je političar, ministar vanjskih poslova u Vladi Ivice Račana, zastupnik u Hrvatskome saboru te aktualni zastupnik u Europskome parlamentu u četvrtom mandatu, gdje je zajedno s ostalim članovima SDP-a udružen u grupaciju Progresivnog saveza socijalista i demokrata.

## Životopis
Osnovnu i srednju školu završio je u gradu Šibeniku. Diplomirao je godine 1986. sociologiju na Filozofskom fakultetu u Zagrebu te stekao zvanje profesora sociologije. Kao stručni suradnik u Hrvatskom saboru kulture te tajnik časopisa "Kulturni radnik"  radi od 1987. do 1989. godine, nakon čega godinu dana radi kao stručni suradnik u Centru za idejno teorijski rad. S osamostaljenjem Republike Hrvatske i početkom Domovinskog rata aktivno se angažira u njezinoj obrani kao pripadnik Oružanih snaga. 
Oženjen je i sa suprugom Marijanom ima kćerku.

## Politička karijera
Do trećesiječanjskih izbora 2000. godine djelovao je kao tajnik za međunarodne odnose u SDP-u te predsjednik Gradske organizacije SDP-a Velike Gorice i član Županijske skupštine Zagrebačke županije.
Nakon pobjede šestorke obnaša dužnost ministra vanjskih poslova u Vladi Ivice Račana. Za mandata Tonina Picule Republika Hrvatska je potpisala Sporazum o stabilizaciji i pridruživanju te predajom zahtjeva za članstvo u EU započela proces pristupanja koji je završio 1. srpnja 2013. s punopravnim članstvom u Europskoj uniji.
U razdoblju između 2004. i 2008. godine obnašao je dužnost predsjednika Glavnog odbora SDP-a, a potom četiri godine i dužnost člana Predsjedništva stranke. Biran je za zastupnika u Hrvatskom saboru na svim parlamentarnim izborima od 2000. godine. U Saboru je djelovao kao predsjednik Odbora za vanjsku politiku te član Odbora za Ustav, poslovnik i politički sustav, Odbora za međuparlamentarnu suradnju, Odbora za ratne veterane te Odbora za europske integracije.
Od 2003. godine je i voditelj Izaslanstva Hrvatskog sabora u Parlamentarnoj skupštini OESS-a u kojoj aktivno djeluje posljednjih deset godina. U razdoblju od 2010. do 2011. bio je izvjestitelj Odbora za politička i pitanja sigurnosti PS OESS-a, a od 2011. do 2014. obnaša dužnost potpredsjednika Parlamentarne skupštine OESS-a. Imenovan je za posebnog koordinatora i voditelja promatračkih misija OESS-a na parlamentarnim i predsjedničkim zborima u Moldaviji (2010.), Kazakstanu (2011.), Rusiji (2012.), Gruziji (2012.) i Armeniji (2013.).
Godine 2005. izabran je za gradonačelnika Velike Gorice. Na ponovljenim izborima 2006. ponavlja uspjeh te gradonačelničku dužnost obnaša sve do lokalnih izbora u svibnju 2009.
Po završetku hrvatskih pregovora za članstvo u EU Tonino Picula postaje promatrač Hrvatskog sabora u Europskom parlamentu, dok na prvim hrvatskim izborima za Europski parlament 2013. biva izabran s najvećim brojem preferencijalnih glasova birača.
Za najutjecajnijeg hrvatskog zastupnika u EP proglašen čak dva puta, 2020. i 2023. godine. Picula se prema obrazloženju EU Matrixa našao među prvih 100 zahvaljujući radu na području vanjske i kohezijske politike EU-a.
Godine 2024. proglašen je najutjecajnijim na području vanjske politike, te 28. najutjecajniji zastupnik od ukupno 705 zastupnika u EP.

## Mandati u Europskom parlamentu

### CEFTA i prometni koridori
Već u kolovozu 2013. zastupnik se angažirao oko zaštite hrvatskih gospodarskih interesa nakon pristupanja Hrvatske Europskoj uniji i izlaska iz CEFTA-e čime su najviše pogođene domaća prehrambena i poljoprivredna industrija koje čak 45 % svoje proizvodnje izvoze na ovo tržište. Rezultat višemjesečne komunikacije s Europskom komisijom i Europskim parlamentom je usvajanje amandmana kojim se poziva na prilagodbu trgovinskih sporazuma kojim će se nastaviti tradicionalan opseg trgovanja između Hrvatske i njezinih prijašnjih partnera iz CEFTA-e tako da bi hrvatski proizvođači i dalje mogli bescarinski izvoziti svoje proizvode u zemlje regije.

### Ravnopravnost hrvatskih građana
Picula se fokusirao na pitanje potrošačke neravnopravnosti prilikom trgovine putem interneta. Razlog tomu je što Republiku Hrvatsku neki prodavači još uvijek nisu prepoznavali kao članicu EU, zbog čega su hrvatski potrošači imali veće troškove dostave. O istom problemu u veljači 2014. je izvjestio i Europsku komisiju.[nedostaje izvor]
Snažno se zalagao i za vizni reciprocitet svih članica EU sa SAD-om jer građanima SAD-a nije potrebna viza prilikom posjeta Hrvatskoj, dok Hrvati plaćaju američku vizu. Od Komisije je stigao obećavajući odgovor da će koristiti svaku priliku kako bi riješili preostale slučajeve nereciprociteta. Također, nakon što je izašao prijedlog o reviziji vizne politike u Schengenskom prostoru, ponovno je pitao Komisiju o reviziji koja bi, uz Hrvatsku, uključivala i one zemlje čijim državljanima nije bila potrebna viza prije pristupanja EU.

### Zaštita hrvatskih proizvoda i proizvođača
U kolovozu 2013. Picula je od Europske komisije zatražio pojašnjenje situacije oko hrvatskih autohtonih vina: Prošeka i Terana. Istaknuo je kako je riječ o hrvatskim proizvodima čija je proizvodnja rezultat višestoljetne tradicije, a geografsko porijeklo neupitno. Stav Komisije je tražio i oko prigovora koji je Slovenija uložila vezanog uz hrvatski prijedlog za registraciju istarskog pršuta. U ožujku 2014. u Europskom parlamentu je organizirao konferenciju i izložbu „Jadran - boje izvornosti“ na kojoj se 15 malih proizvođača autohtonih hrvatskih delicija informiralo o zaštiti proizvoda na europskoj razini te predstavilo svoje proizvode u Europi.
Male proizvođače zastupnik Picula je nastojao zaštititi u više rasprava u Europskom parlamentu upozoravajući institucije da poštuju volju većine koja je protiv GMO proizvodnje pri čemu se pozvao na primjer hrvatskih proizvođača meda koji to čine na prirodan i siguran način u čistom okolišu.  Podržao je i odbijanje prijedloga Komisije u raspravi o proizvodnji i stavljanju na raspolaganje na tržište sjemenki i ostalog biljnog reprodukcijskog materijala jer bi to pridonijelo dodatnom oligopolu najvećih tvrtki.
Sudjelujući u raspravama o Europskom fondu za ribarstvo i postavljajući pitanja Europskoj komisiji o dodjeli sredstava hrvatskim ribarim, upozorio je i na problem malih ribara čija se kategorija ukida sukladno pregovorima o članstvu u EU. Pozvao je europske institucije na prilagodbu zakonodavstva kako bi se sačuvala jedinstvena baština malog ribolova, a kao nastavak te inicijative u Bruxellesu je organizirao TV panel na kojem je zastupnik Guido Milana, potpredsjednik Odbora za ribarstvo, najavio reviziju europskog zakonodavstva koje će razraditi posebnost malog ribolova.

### Energetska tranzicija i održivost otoka
Godine 2014. Picula je bio jedan od osnivača međuskupine EP za mora, rijeke, otoke i priobalna područja (SEARICA) s kojom su otoci po prvi put u povijesti dobili radno tijelo unutar EP koje se bavi isključivo njima. Iste je godine obnašao dužnost potpredsjednika međuskupine, dok je 2019. izabran za predsjednika.
Jedan je od autora Rezolucije Europskog parlamenta o posebnoj situaciji otoka (2016.) kojom se po prvi put poziva Europska komisija da dosljedno primjenjuje članak 174. Ugovora o funkcioniranju Europske Unije, kojim se obvezuje da će posebno brinuti o otočnim i drugim udaljenim regijama. 
Iste je godine zastupnik Picula uložio amandman na proračun EU te osigurao dva milijuna eura za osnivanje Tajništva inicijative Čista energija za EU otoke (Tajništvo za otoke). Godine 2018. ponovno je uputio amandman na proračun te osigurao još dva milijuna za projekte Tajništva koji podupiru više od 2200 naseljenih otoka EU-a u stvaranju održive, isplative energije. Kroz različite projekte ova je inicijativa uključila i 10 hrvatskih otoka.[nedostaje izvor]
Godine 2022. godine Europska je komisija samoinicijativno odlučila produljiti mandat Tajništvu na još četiri godine te ga dodatno financirati sa četiri milijuna eura za projekte energetske tranzicije europskih otoka.[nedostaje izvor]
Posebnu brigu je zastupnik Picula posvetio hrvatskoj maritimnoj baštini, pa je 2016. u Betini na otoku Murteru organizirao veliku konferenciju o potencijalima hrvatske maritimne baštine koja je okupila značajan broj ključnih dionika iz Hrvatske, ali i ostatka Mediterana i EU.  U sklopu promocije naše maritimne baštine i Piculinog projekta »Terra Marique – baština kao podrška europskom oporavku«, 2022. godine je kanalima Strasbourga zaplovila gajeta Falkuša te došla do Europskog parlamenta. Ovaj tradicionalni ribarski brod s otoka Visa simbolizirao je važnost očuvanja tradicije i održivog načina života.[nedostaje izvor]

### Vanjsko-političko djelovanje
Od prvog dana u Europskom parlamentu, zastupnik Picula posebno se posvetio temama jugoistočne Europe kao i odnosima Europske unije s drugim ključnim dionicima na globalnoj sceni. Od samih početaka svog parlamentarnog djelovanja do danas član je Odbora za vanjsku politiku (AFET) te izaslanstava za odnose s Albanijom, Bosnom i Hercegovinom, Srbijom, Crnom Gorom te Kosovom. Od 2019. godine aktivno prati situaciju na istočnim granicama EU kroz članstvo delegacije  interparlamentarne skupine Euronest.
Kao potpredsjednik Izaslanstva Europskog parlamenta za odnose s jugoistočnom Europom Tonino Picula je na prvu službenu misiju otišao u Albaniju i Kosovo, a boravio je i u BiH, Makedoniji i Crnoj Gori. Surađivao je s kolegama zastupnicima na rješavanju dugogodišnje krize u BiH i pitanja institucionalne ravnopravnosti Hrvata u BiH. Zbog pogoršanja političkog i sigurnosnog stanja tri puta je, u sastavu Ad hoc Izaslanstva Europskog parlamenta, boravio u Kijevu i Harkivu. Na poziv Ureda Europskog parlamenta u Washingtonu predstavio je ulazak Hrvatske u EU tokom razgovora u State Departmenu, Pentagonu, Kongresu, Svjetskoj banci i zakladama za vanjsku politiku.
Kao predsjednik Radne skupine za Zapadni Balkan u EP, autor je Izvješća o novoj strategiji proširenja Europske unije kao izvjestitelj za Crnu Goru te suizvjestitelj EP-a za Plan rasta za Zapadni Balkan u vrijednosti 6 milijardi eura. U mandatu 2019. – 2024. je kao glavni izvjestitelj bio autor tri izvješća o napretku Crne Gore prema EU članstvu.[nedostaje izvor]

##### Strategija protiv agresije na Ukrajinu
Kao koordinator S&D-a na području vanjske politike, Tonino Picula odigrao je ključnu ulogu u kreiranju Rezolucije o ruskoj agresiji na Ukrajinu. U svojstvu glavnog pregovarača, Picula je imao odlučujući utjecaj na Rezoluciju kojom je jasno osuđena invazija na Ukrajinu te podržan njezin otpor agresoru. Podrška koju je Picula pokazao i u praksi posjetivši Mariupolj i Zaporižju neposredno pred rusku invaziju te Kijev dva puta tijekom ratnih zbivanja.[nedostaje izvor]
Izvjestitelj Europskog parlamenta za Srbiju
Nakon što je Picula je u prijašnjim mandatima u Europskom parlamentu bio voditelj Radne skupine za zapadni Balkan, izvjestitelj za SAD i Crnu Goru, izvjestitelj EP za novu strategiju proširenja i suizvjestitelj EP-a za financijski instrument pretpristupne pomoći IPA III te za Plan rasta za zapadni Balkan, u listopadu 2024. god. je Picula imenovan stalnim izvjestiteljem Europskog parlamenta za Srbiju.
Vijest o tom Piculinom imenovanju je predsjednik Republike Srbije Aleksandar Vučić odmah istog dana komentirao uz izraze stanovtog negodovanja. Na posve sličan način reagirala je i Ana Brnabić, predsjednica Skupštine Republike Srbije.

### Parlamentarne aktivnosti
- Odbor za vanjsku politiku (AFET); 2013. – 2024.
- Odbor za sigurnost i obranu (SEDE); 2014. – 2022.
- Izaslanstvo Europskog parlamenta za odnose sa Bosnom i Hercegovinom te Kosovom; 2013. – 2024.
- Inter-parlamentarni forum Euronest; 2014. – 2024.
- Odbor za regionalni razvoj (REGI); 2014. – 2023.
- Delegacija za odnose EU – Srbija; 2014. – 2024.
- Delegacija za odnose sa SAD-om; 2020. – 2024.
- Odbor za poljoprivredu i ruralni razvoj (AGRI);  2020. – 2024.

### Projekti ureda
Projekt »Watersaving challenge« je zastupnik Picula započeo u suradnji s Christianom Pleijelom s Kraljevskog tehnološkog instituta u Stockholmu 2017. godine, s ciljem promicanja koncepta pametnih otoka i postavljanju istih kao izvor održivih rješenja za uštedu vode.
U njemu je sudjelovalo 8 europskih otoka (po dva iz Hrvatske, Grčke, Irske i Francuske), a već je prve godine (2017.) dobio nagradu Greening the Islands Award.
Dvije inicijative Tonina Picule, »Kidalica lažne vijesti« i »Hodalica kroz lažne vijesti«, usmjerene su na borbu protiv dezinformacija i promicanje medijske pismenosti, među mladima i među umirovljeničkom populacijom. Cilj je bio podići svijest o posljedicama širenja dezinformacija i potaknuti razvoj kritičkog razmišljanja.

### Posjeti grupa
Ured zastupnika u Europskom parlamentu Tonina Picule aktivno je u svakom mandatu radio na približavanju institucije Europskog parlamenta građankama i građanima Republike Hrvatske te je od rujna 2013. do svibnja 2014. u posjet Bruxellesu i Strasbourgu doveo preko 100 posjetitelja. Želeći upozoriti na problem depopulacije hrvatskih otoka te negativne aspekte zatvaranja područnih osnovnih škola na otocima, Tonino Picula je u posjet Europskom parlamentu pozvao 11 učenika i učenica osnovnih škola s Prvića, Iža i Silbe te njihove učiteljice i učitelje. Putem online fotografskog i video natječaja pod nazivom „Klik za bolju Hrvatsku“ 35 kreativaca je u prosincu 2013. godine nagrađeno posjetom Strasbourgu i izložbom svojih radova u Kući Europe u Zagrebu. U ožujku 2014. godine zgradu Europskog parlamenta u Brussels-u posjetili su i mali proizvođači autohtonih hrvatskih proizvoda od Dubrovnika do Zadra, dok su u travnju putovanjem u Strasbourg nagrađene studentice i studenti Fakulteta političkih znanosti u Zagrebu, a na osnovu znanja koje su pokazali rješavajući kviz o Europskoj uniji kojeg je pripremio Ured zastupnika.

## Članstva
Tonino Picula je suosnivač udruge "Krila ljubavi" iz Velike Gorice za zaštitu zlostavljane i traumatizirane djece te je bio član njezinog Upravnog vijeća između 2005. i 2011. godine. Od 1994. do 2000. je bio tajnik hrvatskog društva prijateljstva s Bosnom i Hercegovinom. Član je Matice Hrvatske i Hrvatskog sociološkog društva.

## Vanjske poveznice
- Tonino Picula, šesti saziv Hrvatskoga sabora  Arhivirana inačica izvorne stranice od 29. listopada 2013. (Wayback Machine)
- Tonino Picula, Europski parlament
- Aktivnost u Europskom parlamentu  Arhivirana inačica izvorne stranice od 29. listopada 2013. (Wayback Machine)
- Službena stranica Tonina Picule